# Wassigny
Wassigny je naselje in občina v severnem francoskem departmaju Aisne regije Pikardije. Leta 1999 je naselje imelo 1.026 prebivalcev.

## Geografija
Kraj se nahaja v pokrajini Thiérache 55 km severno od središča departmaja Laona.

## Administracija
Wassigny je sedež istoimenskega kantona, v katerega so poleg njegove vključene še občine Étreux, Grand-Verly , Grougis, Hannapes, Mennevret, Molain, Oisy, Petit-Verly, Ribeauville, Saint-Martin-Rivière, Tupigny, La Vallée-Mulâtre, Vaux-Andigny in Vénérolles s 6.712 prebivalci.
Kanton je sestavni del okrožja Vervins.

1. ↑  »Populations légales 2016«. Nacionalni inštitut za statistične in gospodarske raziskave. Pridobljeno 25. aprila 2019.